# Glenea glechomoides
Glenea glechomoides là một loài bọ cánh cứng trong họ Cerambycidae.